# О воссоединении разделённой Европы (резолюция)
Резолюция парламентской ассамблеи ОБСЕ «О воссоединении разделённой Европы: Поощрение прав человека и гражданских свобод в регионе ОБСЕ в XXI веке» — официальный документ ОБСЕ, осуждающий преступления сталинского и нацистского режимов и предлагающий сделать 23 августа, день подписания пакта Молотова — Риббентропа, днём памяти жертв нацизма и сталинизма. Принят 3 июля 2009 года.
Многие источники охарактеризовали эту резолюцию как «возлагающую ответственность за Вторую мировую войну на Германию и СССР в равной степени». Совместное упоминание и осуждение нацистского и сталинского режимов подверглось резкой критике со стороны российской делегации, а также представителей коммунистических партий Европы.

## Содержимое резолюции
Резолюция, в частности, отмечает, что в XX веке страны Европы пережили два мощнейших тоталитарных режима — нацистский и сталинистский, во время которых имел место геноцид, нарушались права и свободы человека, совершались военные преступления и преступления против человечности.
Резолюция осуждает любые формы тоталитарного правления вне зависимости от их идеологической основы и призывает страны-участницы продолжать и поощрять изучение тоталитарного наследия, а также уровень осведомленности общественности о тоталитарной истории, человеческом достоинстве, правах и основных свободах человека, плюрализме, демократии и терпимости.
Резолюция просит правительства и парламенты государств-участников полностью избавиться от структур и моделей поведения, стремящихся приукрасить прошлое этих стран, пытающихся к нему вернуться, а также таких структур и моделей, в основу которых было изначально заложено нарушение прав человека.
Кроме того, резолюция выражает обеспокоенность по поводу восхваления тоталитарных режимов, включая проведение публичных демонстраций в ознаменование нацистского или сталинистского прошлого, а также возможного распространения и укрепления различных экстремистских движений и групп, включая неонацистов и скинхедов, призывает государства-участники бороться с ксенофобией и агрессивным национализмом.
Резолюция содержит призыв к государствам — членам ОБСЕ открыть свои исторические и политические архивы, а также просит уделять больше внимания соблюдению прав человека во всех государствах-участниках.

## История разработки и цель принятия
Инициаторами резолюции стали депутат Государственного собрания Словении Роберто Бателли и депутат Сейма Литвы Вилия Алякнайте-Абрамикене. Принятием документа ОБСЕ поддержала намерение Европарламента отмечать дату подписания пакта Молотова — Риббентропа, 23 августа 1939 года, как День памяти жертв сталинизма и нацизма. Это решение было приурочено к 70-летию начала Второй мировой войны. В резолюции подчеркивается, что и нацизм, и сталинизм характеризовались геноцидом, нарушением прав и свобод человека, военными преступлениями и преступлениями против человечности. Цель введения Дня памяти жертв сталинизма и нацизма, как отмечается в резолюции, — воспрепятствовать возвеличиванию нацистского и сталинского прошлого и предотвратить появление неонацистских режимов.
Из 213 заседавших в тот день в ассамблее парламентариев, против принятия декларации с резолюцией проголосовали только 8. Согласно некоторым источникам, российская делегация бойкотировала обсуждение резолюции, однако председатель ассамблеи Клас Бергман опроверг эту информацию, сообщив, что представители России продолжили участвовать в заседании.

## Оценки

### Положительные
В XX веке европейские страны испытали на себе давление двух мощных тоталитарных режимов: нацистского и сталинского. Оба эти режима несли геноцид, нарушения прав и свобод человека, военные преступления и преступления против человечества.Роберто Баттелли, автор резолюции (Словения)
Оскорбительной данную формулировку можно считать только в одном случае - если ставить знак равенства между советским народом и тоталитарным сталинским режимом. Для меня, как и для многих людей, сталинизм и народ, сломивший хребет фашистской Германии - это абсолютно разные понятия. На пост-советском пространстве, пожалуй, не найдётся семьи, так или иначе не пострадавшей от Сталинского режима. Если для современных российских властей это синонимы, то полемизировать с ними абсолютно бесполезно, но эти люди должны отдавать себе отчёт в том, что именно это отождествление и есть наибольшее оскорбление тех, кто сложил свои жизни в борьбе с фашизмом.Евген Цыбуленко, заведующий кафедрой международного и сравнительного права Таллинской школы права ТТУ  (Эстония)

### Отрицательные
Уравнивание нацистского режима и сталинского в Советском Союзе, внесшего решающий вклад в разгром фашизма, является надругательством над историей.Александр Козловский, глава российской делегации на сессии Парламентской ассамблеи ОБСЕ